# Adam d'Acre
Adam d'Acre est un clerc qui fut évêque de Banias de 1140 jusqu'à sa mort, probablement en 1161.

## Biographie
Adam était à l'origine archidiacre du diocèse d'Acre, qui était l'une des plus grandes villes du royaume de Jérusalem. Il possédait très probablement une expérience de l'administration ecclésiastique, ce qui était considéré comme particulièrement important pour les clercs aspirant à un siège épiscopal. Ainsi, lorsque le roi Foulques V d'Anjou s'empara de Banias en 1140, la même année Adam fut consacré premier évêque latin de Banias. Il est le seul archidiacre d'un siège épiscopal mineur issu des États croisés à devenir évêque.
Avec d'autres évêques et archevêques du royaume, Adam participa à un synode convoqué en 1156 à l'église du Saint-Sépulcre par le patriarche latin de Jérusalem, Foucher d'Angoulême. Foucher, irrité par l'apparente insubordination du prieur et des chanoines du mont des Oliviers, se prononça contre eux. Ils furent condamnés à marcher pieds nus du mont des Oliviers jusqu'à l'église du Saint-Sépulcre en guise de pénitence. L'évêque Adam, l'évêque de Beyrouth Mainard et l'archevêque de Tyr, Pierre de Barcelone, trouvèrent cette mesure excessive. Pierre convainquit Adam et Mainard, qui étaient ses suffragants, de marcher pieds nus avec lui à travers la ville de Jérusalem en signe de solidarité avec le prieur et les chanoines,.
Le pouvoir d'Adam diminua lorsque, en 1157, le seigneur de Banias, Onfroy II de Toron, accorda la moitié de Banias à l'Ordre de l'Hôpital.
Un nouvel évêque de Banias, Jean, fut nommé pour succéder à Adam en 1161.